# Вельовесь (гміна Пакосць)
Вельовесь (пол. Wielowieś, нім. Wielitz) — село в Польщі, у гміні Пакосць Іновроцлавського повіту Куявсько-Поморського воєводства.
Населення — 385 осіб (2011).
У 1975-1998 роках село належало до Бидгощського воєводства.

## Демографія
Демографічна структура станом на 31 березня 2011 року:
|          | Загалом | Допрацездатний вік | Працездатний вік | Постпрацездатний вік |
| -------- | ------- | ------------------ | ---------------- | -------------------- |
| Чоловіки | 198     | 40                 | 150              | 8                    |
| Жінки    | 187     | 33                 | 122              | 32                   |
| Разом    | 385     | 73                 | 272              | 40                   |